# Ammobaenetes
Ammobaenetes is een geslacht van rechtvleugeligen uit de familie grottensprinkhanen (Rhaphidophoridae). De wetenschappelijke naam van dit geslacht is voor het eerst geldig gepubliceerd in 1936 door Hubbell.

## Soorten
Het geslacht Ammobaenetes omvat de volgende soorten:
- Ammobaenetes arenicolus Strohecker, 1947
- Ammobaenetes lariversi Strohecker, 1944
- Ammobaenetes phrixocnemoides Caudell, 1907